# Wintersportgebiet

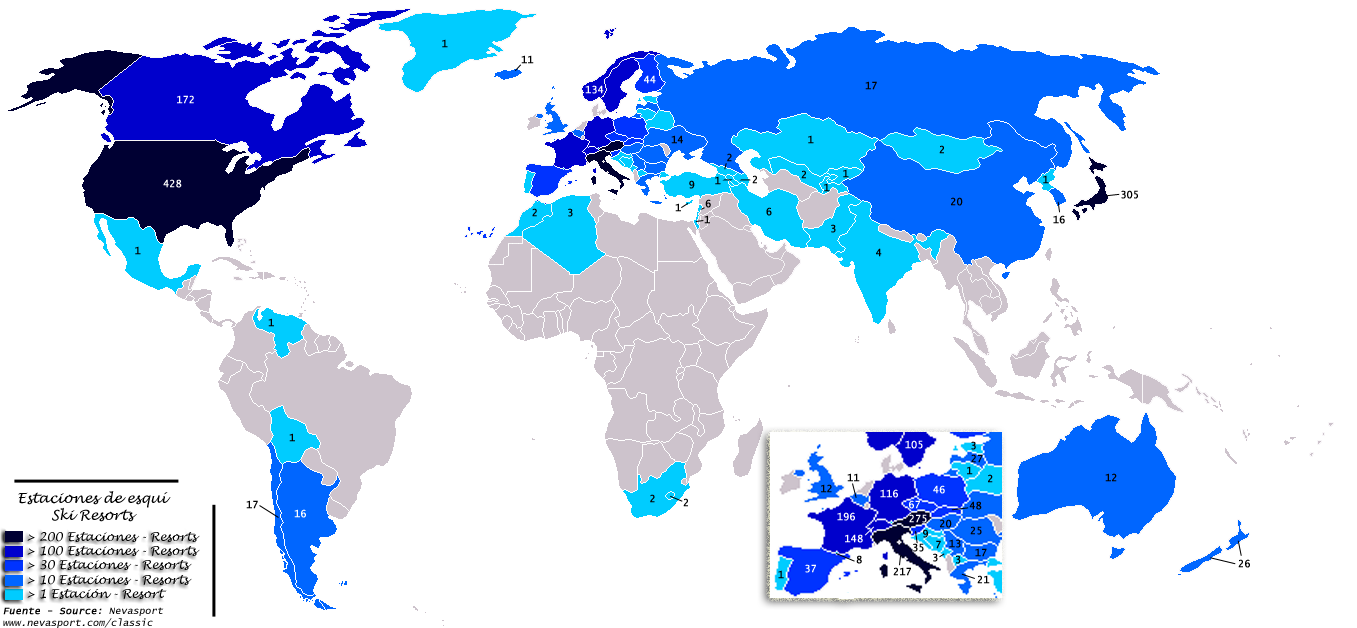
Wintersportgebiete

Ein Wintersportgebiet ist ein für das Ski- und Snowboardfahren, den Skilanglauf oder ganz allgemein den Wintersport freigegebener touristischer Bereich. Ein durch Seilbahnen und Skipisten erschlossener Bereich der Berge, in dem vor allem Skifahren betrieben wird, ist das klassische Skigebiet (in Österreich auch Schigebiet geschrieben). Loipen sind inzwischen allgemein üblich, bei weitergehender Infrastruktur für nordische Sportarten spricht man auch von Alpinzentrum.

## Klassische Wintersportgebiete

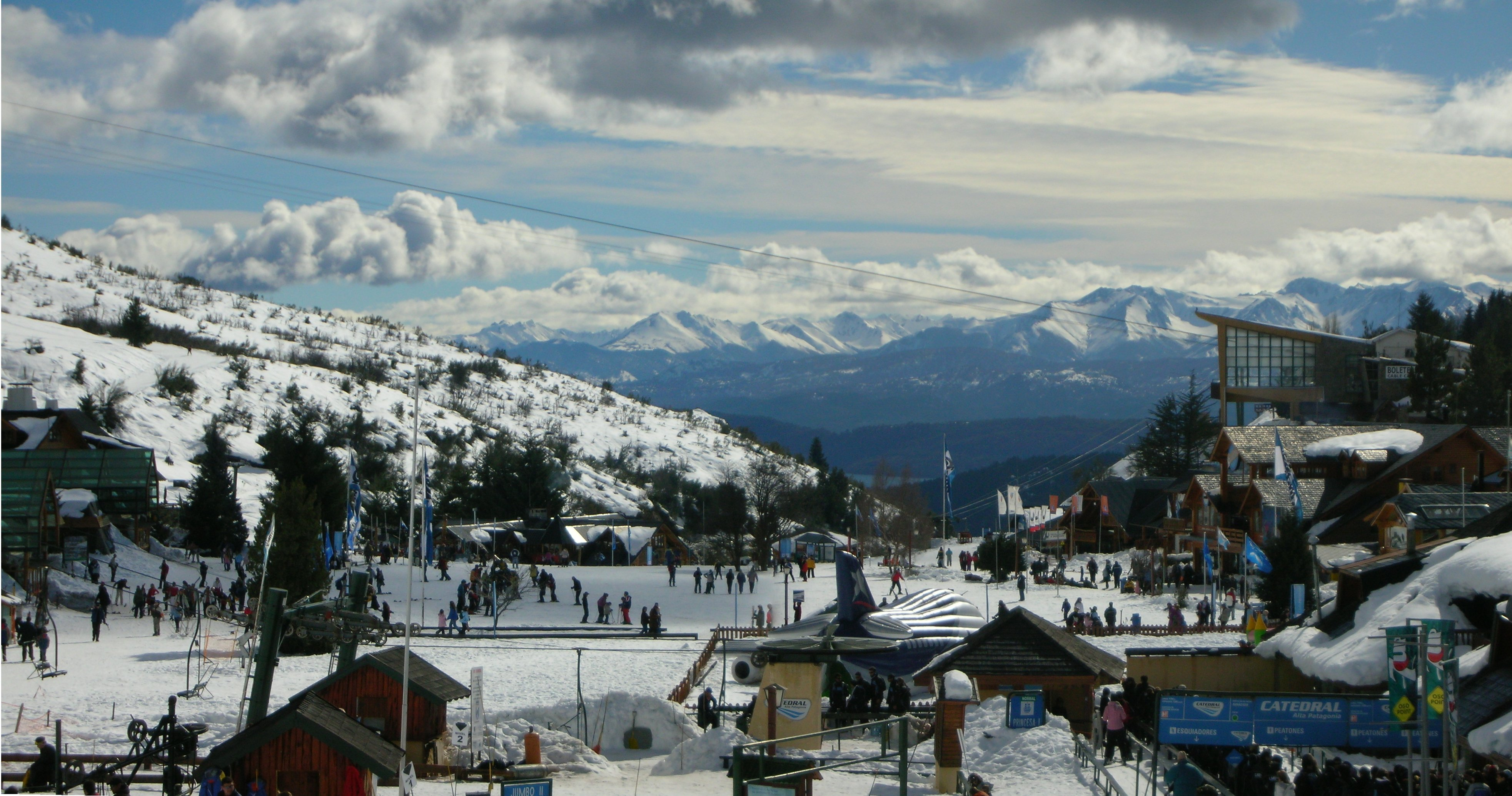
Wintersportgebiet Bariloche (Argentinien)

Klassische Wintersportgebiete liegen in der Regel in gebirgigem Gelände. Die Berge und ein kontinentales Klima mit Temperaturen, die im Winter unter den Gefrierpunkt fallen, sind wichtige Voraussetzungen, um die traditionellen Wintersportarten des Skilauf, respektive Snowboarden, aber auch Rodeln betreiben zu können. Gut besuchte Skigebiete liegen so zum Beispiel in den Alpenregionen in Deutschland, Österreich, der Schweiz, Norditalien, Slowenien und Frankreich, aber auch in Tschechien, Polen, sowie in Nordamerika und Japan.

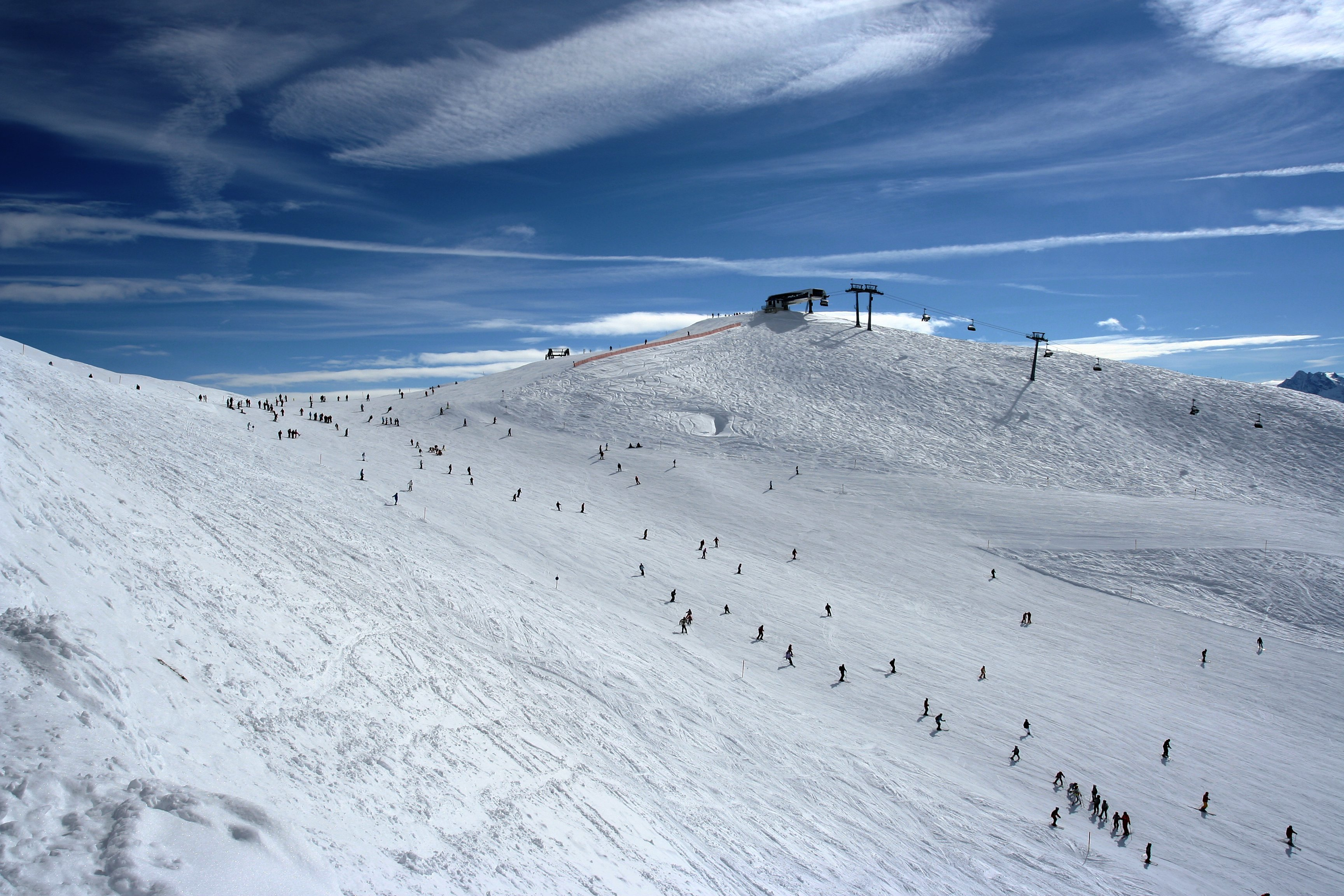
Skipiste im Skigebiet Rastkogel, Zillertal

Die meisten klassischen Skigebiete sind im Winter geöffnet. Folgende präparierte europäische Alpinskigebiete sind jedoch ganzjährig geöffnet: Hintertuxer Gletscher (einziges Ganzjahres-Skigebiet in Österreich) und Skigebiet Zermatt / Breuil-Cervinia am Matterhorn (größtes Sommer-Skigebiet in den Alpen.).
Der Betreiber eines Skigebiets – in der Regel ein Unternehmen – besitzt das für die Anlage von Skipisten verwendete Bergland meist nicht selbst, sondern pachtet es von den Grundbesitzern, durchwegs landwirtschaftliche Betriebe, die die Pisten im Sommer als Weiden und Mähwiesen nutzen. Die ursprüngliche Form, in der der Betreiber eine lokale Genossenschaft der Anlieger war, ist aufgrund der wirtschaftlichen Dimension heute weitgehend verschwunden.
Im Kontext des sanften Tourismus werden auch zunehmend ergänzende Angebote propagiert, die weniger Landschaftsverbrauch haben, wie Langlauf, Tourengehen oder Schneeschuhwandern.
Dabei ist der Wintersportbetrieb nicht zwangsläufig nur auf die Wintersaison beschränkt. In Wintersportgebieten, die im Bereich eines Gletschers liegen (Gletscherskigebiete), ist teilweise das gesamte Jahr über Wintersport möglich, da hier die erforderlichen Minusgrade herrschen. Durch Beschneiungsanlagen kann heute auch die Hauptsaison auf schneearme Zeiten ausgedehnt werden.
Die meisten Skigebiete liegen im Bereich allgemeiner Tourismusregionen, die auch im Sommer Alpinsport und -freizeitangebote haben. Die in der schneelosen Zeit wenig ansehnlichen Wintersportanlagen, die von Bergwanderern eher gemieden werden, werden dabei zunehmend auch als Aufstiegshilfen etwa für Mountainbiker, Gleitschirmflieger und andere neue Funsportarten vermarktet, und beispielsweise mit Sommerrodelbahnen oder Seil-Gleitfluganlagen ergänzt.
In den Regionen, in denen nennenswerte Erhebungen (Berge) fehlen oder in denen klimatische Bedingungen einem Wintersportgebiet in freier Natur entgegenstehen, entstehen derzeit vermehrt Skihallen, auch in Großstädten. Wintersport wird so selbst in der Wüste, etwa in Dubai, möglich.

## Wirtschaftliche Bedeutung

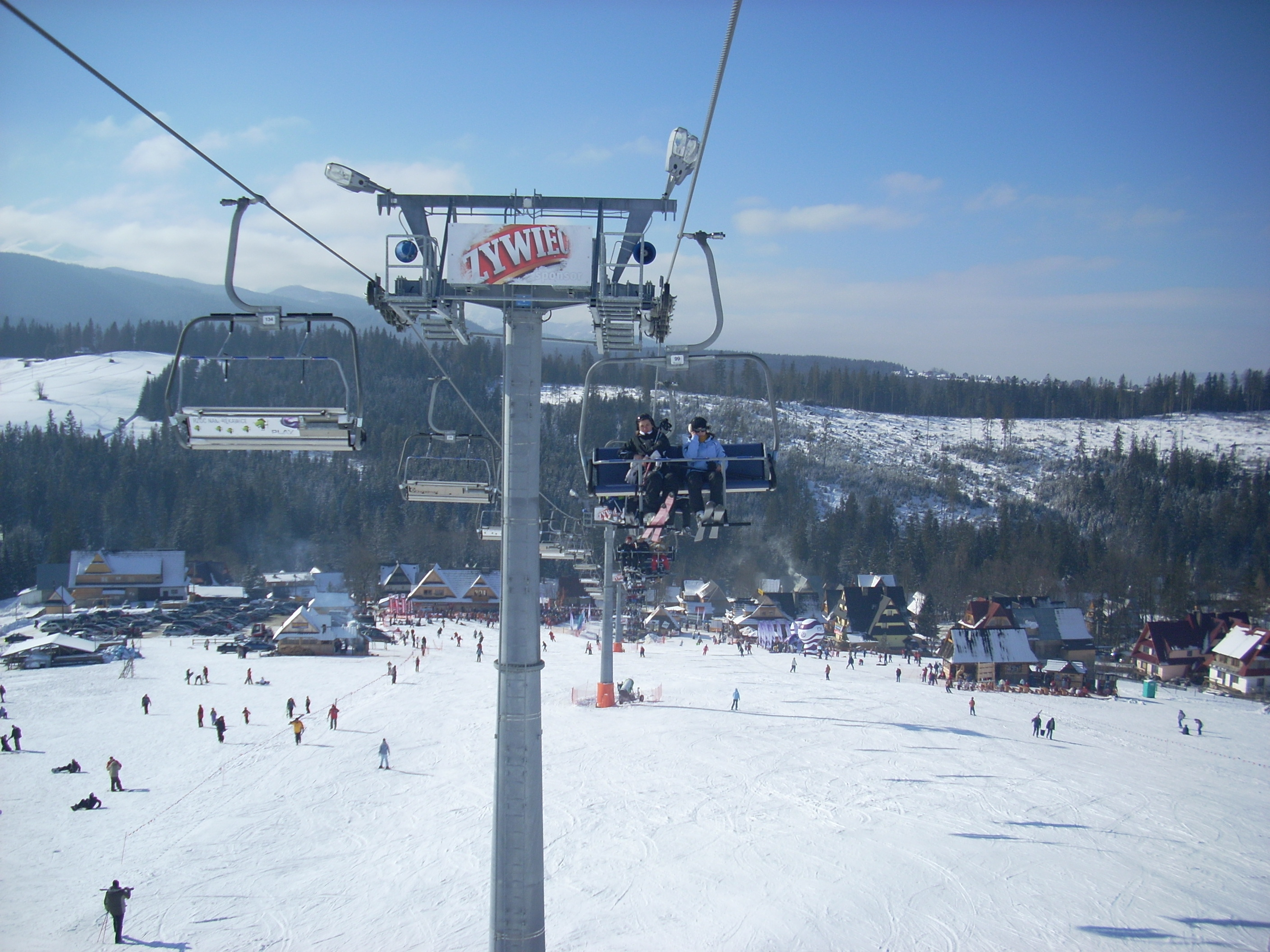
Infrastruktur eines Wintersportgebiets: Zufahrt, Unterkunft, Transportmöglichkeiten, Skipisten

Ein Wintersportgebiet ist eine wichtige touristische Attraktion. Allein Österreich erwirtschaftet durch den Betrieb der Wintersportgebiete jährlich rund 7 Milliarden Euro an Wertschöpfung, berechnet man weitere indirekte Effekte hinzu, steigt der Wertschöpfungseffekt laut des Netzwerks Wintersport sogar auf 11 Milliarden Euro. Bayrische Wintersportgebiete kommen in der Wintersaison auf etwa 168 Millionen Tagesausflüge und 27,4 Millionen Übernachtungen, welche einen Bruttoumsatz von 2,5 Mrd. Euro generieren.

## Probleme
Die größten Probleme für Wintersportgebiete liegen derzeit in der klimatischen Veränderung, der globalen Erwärmung. In den Wintern bleibt der Schnee in einigen traditionellen Wintersportgebieten teilweise ganz aus, die Saison startet erst sehr spät im Jahr, oder die Talabfahrten sind in schlechtem Zustand, sodass die Skifahrer auch mit den Seilbahnen absteigen müssen. So verschob sich der Start der Skisaison in der Schweiz 2011 vom ersten Dezemberwochenende bis fast in den Januar. Auch in einigen deutschen und österreichischen Skigebieten musste die Eröffnung der Pisten verschoben werden, da die Temperaturen zu hoch waren, um die Gebiete mit Schneekanonen zu beschneien. Die zu hohen Temperaturen und anhaltende Trockenheit in den Wintern treffen nicht nur professionelle Wintersportler, sondern schaden auch dem Tourismus in den jeweiligen Regionen, weil die zahlenden Gäste ausbleiben.
Eine im Jahr 2023 veröffentlichte Studie, bei der 2234 Skigebiete aus 28 europäischen Ländern untersucht wurden, kam zum Schluss, dass bei einer globalen Erwärmung um zwei Grad 53 Prozent der untersuchten Skigebiete von Schneemangel betroffen wären. Bei vier Grad Erwärmung wären es gar 98 Prozent.
Beschneiung hat neben umfangreichen Investitionen und dem Energieverbrauch auch einen enormen Wasserverbrauch. Daher werden in Skigebieten zunehmend große Schneeteiche (Beschneiungsteiche) angelegt, die das Wasser sammeln, das im Winter zusätzlich verbraucht wird. Dies führt wieder zu erhöhtem Landschaftsverbrauch und Eingriffen in sensible Naturräume, da die Becken bis in die Gipfelregion der Liftanlagen liegen.
Deutlich mehr Energieverbrauch als für die Beschneiung benötigt allerdings eine An- und Abreise ins Wintersportgebiet mit dem Auto.
Mehr als die Hälfte der CO2-Emissionen eines Skigebiets entstehen durch die Pistenpräparierung. Beim Skigebiet Snow Space in Wagrain sind es laut Geschäftsführerin Christina König etwa 4150 Tonnen CO2-Emissionen pro Wintersaison für das ganze Skigebiet, wovon allein die Hälfte die mit Diesel betriebenen Pistenraupen emittieren.
In deutschen Skigebieten produziert ein Skitag pro Person und im Durchschnitt das Äquivalent von 16 kWh, in österreichischen Skigebieten sind es 18 kWh. Die Berechnung ist ohne An- und Abreise. 16–18 kWh reichen bei einem E-Auto etwa für 130 km.
In Gletscherskigebieten muss vermehrt Gletscherpflege betrieben werden, nicht nur der Pisten selbst wegen, sondern auch, weil die Liftanlagen meist im Eis verankert sind, und durch den starken Gletscherschwund viel zu schnell ausapern. Dieses Snowfarming, also Schneeproduktion in den günstigen Zeiten, so wie Zusammensammeln und Abdecken des Schnees über die Sommersaison, wird zunehmend auch in tieferen Lagen verwendet.
Um die Vermüllung in den Bergen zu beseitigen, existiert in der Schweiz seit 2019 die Clean-Up Tour. Zahlreiche Freiwillige machen bereits seit Jahren bei organisierten Müllsammelaktionen mit.